# Brachybaenus tapienoides
Brachybaenus tapienoides är en insektsart som först beskrevs av Heinrich Hugo Karny 1928.  Brachybaenus tapienoides ingår i släktet Brachybaenus och familjen Gryllacrididae. Inga underarter finns listade i Catalogue of Life.